# N,N-Dimethyl-p-toluidin
N,N-Dimethyl-p-toluidin ist eine chemische Verbindung aus der Gruppe der Aminobenzole.

## Gewinnung und Darstellung
N,N-Dimethyl-p-toluidin kann durch Reaktion von p-Toluidin, Methyliodid und Natriumcarbonat gewonnen werden. Allgemein gibt es für die Herstellung von N-Alkyltoluidinen, einschließlich N,N-Dimethyl-p-toluidin, mehrere Verfahren, wie beispielsweise die säurekatalysierte Alkylierung von unalkylierten Toluidinen mit niederen unverzweigten Alkoholen oder Ethern. Ein weiteres Verfahren ist die reduktive Alkylierung mit niederen Aldehyden oder Ketonen unter Verwendung von Metallkatalysatoren unter Wasserstoffdruck.

## Eigenschaften
N,N-Dimethyl-p-toluidin ist eine brennbare, schwer entzündbare, ölige, hellgelbe bis braune Flüssigkeit mit charakteristischem Geruch, die sehr schwer löslich in Wasser ist. Er verfärbt sich bei Licht- und Luftzutritt rotbraun.

## Verwendung
N,N-Dimethyl-p-toluidin wird als Katalysator für Polymerisationen in der Herstellung von Polyester-, Acrylat- und Epoxidharze eingesetzt. Es wird auch als Härter für Zahnzemente und in Klebstoffen eingesetzt. Es dient als Zwischenprodukt für Fotochemikalien, in Industrieklebstoffen, in künstlichen Fingernagelpräparaten, Farbstoffen und Arzneistoffen. Es reagiert mit Vinylethern in Gegenwart von Kupfer(II)-chlorid zu Tetrahydrochinolinen. Die Verbindung wird handelsüblich auch in Lösungen von Weichmachern oder Styrol vertrieben.

## Sicherheitshinweise
Die Dämpfe von N,N-Dimethyl-p-toluidin können mit Luft ein explosionsfähiges Gemisch (Flammpunkt 83 °C, Zündtemperatur 425 °C) bilden. Es ist in Einzelfällen eine allergische Reaktionen auf Dentalmaterialien, die N,N-Dimethyl-p-toluidin enthalten, bekannt.